# Spartak (stacja metra)
Spartak (ros. Спартак) – nieczynna stacja moskiewskiego metra linii Tagańsko-Krasnopriesnieńskiej, zlokalizowana pod lotniskiem Tuszino (Аэродром Тушино). Była budowana równolegle z całym odcinkiem w 1975 roku, jednakże nigdy jej nie ukończono. Stacja nie posiada wyjść na powierzchnię, stąd tylko przejeżdżający podróżni mogą ją zobaczyć.
Plany rozwoju Moskwy z lat 60. zakładały budowę osiedla mieszkaniowego na terenie lotniska Tuszino, które stacja miała obsługiwać. Po przerwaniu budowy stacja przez wiele lat pozostawała stacją-widmo. W związku z rozbudową infrastruktury na lotnisku Tuszyno podjęto decyzję o jej ukończeniu. Prace na stacji rozpoczęły się w 2013 r, zaś otwarto ją 27 sierpnia 2014 r.
Konstrukcją stacja przypomina pozostałe stacje tej linii - jest trzykomorowa oparta na kolumnach, posiadająca jeden peron wyspowy.